# АЛ-21Ф-3
АЛ-21Ф-3 (изделие «89») — одноконтурный одновальный турбореактивный двигатель с форсажной камерой третьего поколения, разработанный под руководством Генерального конструктора ОКБ-165 А. М. Люльки. Является дальнейшим развитием базового двигателя АЛ-21Ф и отличается от него увеличенной тягой и улучшенными характеристиками. Устанавливался на фронтовой бомбардировщик Су-24, на истребители-бомбардировщики Су-17 и МиГ-23Б, а также на первые прототипы Т-10.
По завершении использования в авиации, после доработки и модернизации, двигатели Ал-21Ф3 применяются в качестве приводов наземных энергетических и газоперекачивающих установок производства ФГУП «НПЦ газотурбостроения «Салют».

## История
Работы в ОКБ по двигателям 3-го поколения были начаты в августе 1965 года (главный конструктор — Евгений Сергеевич Фельснер).
Проектирование двигателя было завершено в 1966 году, в том же году были изготовлены первые двигатели, стендовая тяга составляла 8900 кгс.
В 1969 удалось форсировать тягу до 11 250 кгс (на 30 %).
В 1970 году спроектирован АЛ-21Ф-3 - изделие 89. В серийное производство пошел только этот двигатель, с увеличенным количеством ступеней компрессора и тягой. Компрессор создан дозвуковым.
В производство его внедрил конструктор Архип Михайлович Люлька вместе с главным инженером Тюменского моторного завода (АО Тюменские моторостроители) Василием Александровичем Комовым.

## Конструкция
Двигатель состоит из:
- осевого 14-ступенчатого компрессора (10 направляющих аппаратов с поворотными лопатками (1 входной аппарат, 4 первых ступени и 5 последних))
- прямоточной трубчато-кольцевой камеры сгорания с 12 жаровыми трубами
- 3-ступенчатой турбины
- прямоточной трехстабилизаторной форсажной камеры
- регулируемого всережимного реактивного сопла с расширяющейся частью
- турбостартера с агрегатами системы автономного запуска
- коробки приводов агрегатов самолета и двигателя
- системы регулирования и топливной автоматики
- систем питания двигателя топливом и маслом, электрооборудования и противообледенения

Существовало три серийных варианта состава и компоновки вспомогательных систем двигателя: Т - для Су-24, С - для Су-17М и Б - для МиГ-23Б.

## Характеристики
- стендовая тяга:
  - в режиме «полный форсаж»: 11250 кгс (110 кН)
  - на максимальном бесфорсажном режиме: 7800 кгс (76.5 кН)
- удельный расход топлива: 1.86 и 0.86 кг (кгс*ч)
- минимальный удельный расход топлива: 0.76 и 0.08 кг (кгс*ч)
- расход воздуха: до 104 кг/с
- температура газов перед турбиной: до 1100 °C
- длина (полная): 5340 мм
- максимальный диаметр: 1030 мм
- входной диаметр: 885 мм
- сухая масса: 1580 кг[2]
- ресурс:
  - назначенный: 1800 часов[3]
  - межремонтный: 400 часов